# Mycetaea
Mycetaea é um género de coleópteros da família Erotylidae.